# Henri Breuil
Henri Édouard Prosper Breuil (Mortain, 28 de fevereiro de 1877 — L’Isle-Adam, Val-d'Oise, 14 de agosto de 1961) foi um arqueólogo, etnólogo e geólogo francês. É conhecido por seu trabalho com arte rupestre e era considerado perito no assunto devido a seus estudos em Lascaux.
O Prof. Breuil é considerado um dos homens que mais influíram no ressurgimento dos estudos pré-históricos espanhóis. Realizou demoradas excursões através das províncias espanholas e descobriu inúmeros monumentos de arte rupestre. O seu nome consta na lista de nomes de colaboradores da revista  Terra portuguesa  (1916-1927).
Numa visita ao Museu Britânico em 1904, foi o primeiro a reparar que as duas peças pré-históricas de Swimming Reindeer, esculpidas a partir de uma presa de mamute que representa duas renas a nado constituíam, na verdade, uma só peça escultórica.

## Biografia
Foi considerado como um dos mais eminentes arqueólogos do seu período, principalmente na investigação pré-histórica, tendo sido o autor de estudos sobre as cavernas de Lascaux e de Altamira. Trabalhou em sítios arqueológicos em França, na África do Sul e em Portugal, tendo estado neste último país em diversas ocasiões, principalmente a convite do Centro de Estudos de Etnologia do Ultramar. Nesta instituição, foi professor e colaborou com o director nos estudos sobre gravuras rupestres de Angola e materiais líticos de Timor.
Na década de 1910 fez pesquisas em Monsanto, tendo sido um dos pioneiros no estudo dos materiais paleolíticos encontrados naquela área. Voltou a fazer trabalhos arqueológicos em Monsanto durante a sua estadia em Portugal, entre 1941 e 1942, em colaboração com Georges Zbyszewski.
Foi membro de várias instituições culturais, científicas e de ensino, tanto em França como noutros países, incluindo da Academia das Ciências e da Sociedade de Geografia de Lisboa.
Escreveu vários artigos científicos sobre Portugal, incluindo o Impressions de voyage paléolithique à Lisbonne e La roche peinte de Valdejunco à la Esperança, près Arronches (Portalegre), ambos publicados na revista Terra portuguesa.
Faleceu em 1961, na França.